# Resolución 1609 del Consejo de Seguridad de las Naciones Unidas
La Resolución 1609 del Consejo de Seguridad de las Naciones Unidas fue adoptada por unanimidad el 24 de junio de 2005. Tras recordar resoluciones anteriores sobre la situación en Costa de Marfil, el consejo amplió el mandato de la Operación de las Naciones Unidas en Costa de Marfil (ONUCI) y apoyando a las fuerzas francesas durante siete meses más, hasta el 24 de enero de 2006.

## Resolución

### Observaciones
El consejo de seguridad reafirmó su apoyo al Acuerdo de Linas-Marcoussis y su plena implementación. Elogió a la Unión Africana, la Comunidad Económica de los Estados de África Occidental (CEDEAO) y las fuerzas francesas por sus esfuerzos para promover una solución pacífica en Costa de Marfil, pero señaló los desafíos existentes a la estabilidad del país y su amenaza a la paz y la seguridad internacionales. en la región, particularmente en eventos en el oeste del país.
El consejo también revisó un informe sobre operaciones transfronterizas entre la Misión de las Naciones Unidas en Sierra Leona (UNAMSIL), la Misión de las Naciones Unidas en Liberia (UNMIL) y la ONUCI.

### Hechos
Actuando bajo el Capítulo VII de la Carta de las Naciones Unidas, el consejo extendió el mandato de la ONUCI y el apoyo a las fuerzas francesas por siete meses. A la ONUCI se le asignaron tareas en las siguientes áreas:
- Seguimiento del cese de hostilidades y movimientos de grupos armados;
- Desarme, desmovilización, reintegración, repatriación y reasentamiento de excombatientes;
- Desarme y desmantelamiento de milicias ;
- Protección del personal, las instituciones y los civiles de las Naciones Unidas;
- Seguimiento del embargo de armas impuesto en la Resolución 1572 (2004);
- Apoyo a la asistencia humanitaria ;
- Apoyo al redespliegue de la administración estatal;
- Apoyo a la organización de elecciones abiertas, libres, justas y transparentes;
- Asistencia en materia de derechos humanos, información pública y orden público .

La dotación de la ONUCI se incrementó con 850 militares y 725 policías. Además, se autorizó al secretario general a implementar las medidas contenidas en su informe sobre la cooperación entre misiones y posibles operaciones transfronterizas. La resolución detalla los arreglos para el redespliegue de tropas entre las tres operaciones de mantenimiento de la paz.
Finalmente, el consejo autorizó a las fuerzas francesas de apoyo a utilizar cualquier medio necesario para apoyar a la ONUCI.